# Vol TWA 843
Le 30 juillet 1992, le vol TWA 843, un vol intérieur régulier assuré par un Lockheed L-1011 TriStar de la compagnie Trans World Airlines (TWA), entre l'aéroport international de New York - John-F.-Kennedy et l'aéroport international de San Francisco, s'est écrasé après une violente sortie de piste, à la suite de l'interruption du décollage en raison d'une fausse alarme de décrochage. 
Malgré l'incendie intense qui a suivi l'accident, l'équipage a pu évacuer les 280 passagers de l'avion. Il n'y a eu aucune victime, et seulement une dizaine de passagers blessés parmi les 292 occupants de l'appareil, bien que l'avion ait été en grande partie détruit par le feu.

## Avion et équipage

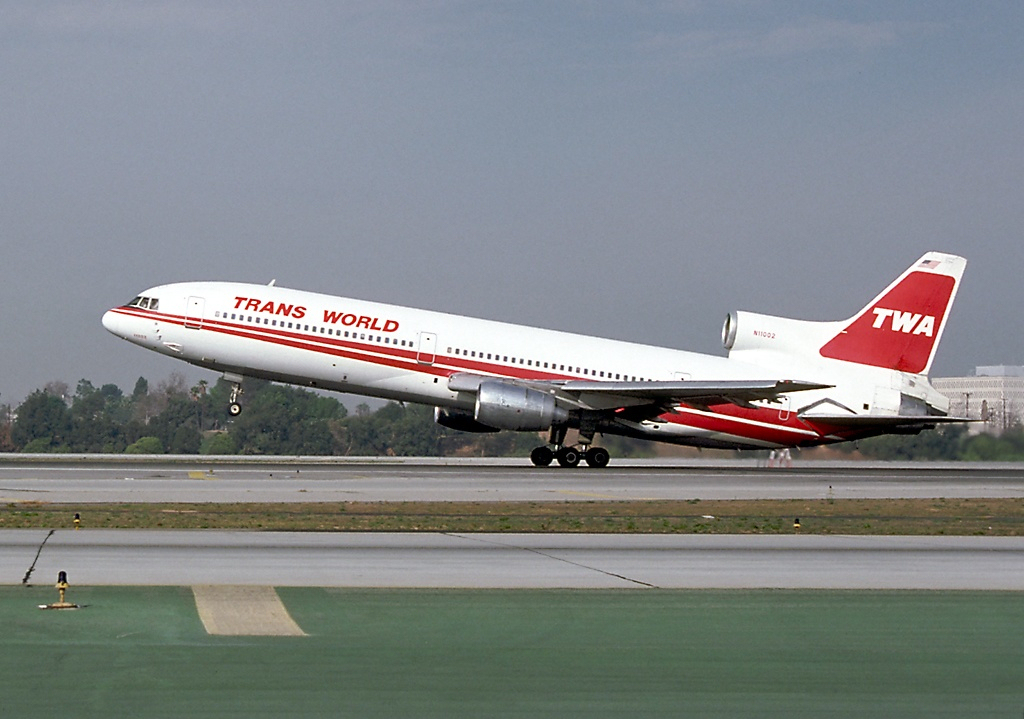
Le Lockheed L-1011 TriStar impliqué dans l'accident (N11002), ici à l'aéroport international de Los Angeles en janvier 1981.

L'aéronef impliqué est un Lockheed L-1011 TriStar âgé de vingt ans, immatriculé N11002, qui a volé pour la première fois en 1972. Il a été loué à plusieurs autres compagnies aériennes au cours de son exploitation, dont Eastern Air Lines et American Trans Air. Il était propulsé par trois réacteurs de type Rolls-Royce RB211-22B. En 1975, cet avion a été impliqué dans un incident grave : alors qu'il assuré le vol TWA 37, il a évité de justesse une collision aérienne avec un McDonnell Douglas DC-10, effectuant le vol American Airlines 182.
Le commandant de bord est William Kinkead (54 ans), un pilote chevronné de la TWA, qui travaillait pour la compagnie aérienne depuis 1965 et totalisait 20 149 heures de vol, dont 2 397 heures sur L-1011 TriStar. Il a également servi dans l'US Air Force.
Le copilote est Dennis Hergert (53 ans), un autre pilote vétéran de cette compagnie aérienne, qui l'a rejoint en 1967 et cumule 15 242 heures de vol, dont 5 183 heures sur L-1011 TriStar (dont 2 953 heures en tant que copilote et 2 230 heures en tant que mécanicien navigant). 
Le mécanicien navigant est Charles Long (34 ans), un ancien pilote de l'US Air Force, qui a rejoint TWA en 1988. Il est le membre le moins expérimenté de l'équipage, mais il dispose d'une expérience de vol suffisante, ayant totalisé 3 922 heures de vol, dont 2 266 heures sur L-1011 TriStar.

## Accident
Le vol 843, à destination de San Francisco, a été autorisé au repoussage depuis le terminal de l'aéroport international de New York - John-F.-Kennedy à 17h16 et a été autorisé à rouler vers la piste 13R à 17 h 25. Le décollage a commencé à 17 h 40, la vitesse VR a été atteinteune minute plus tard et l'avion a décollé de la piste. 
À ce moment, le vibreur de manche, qui indique que l'appareil est sur le point de décroché, s'active et le copilote Hergert, alors pilote en fonction (PF), sent une perte de performance des moteurs. Le commandant Kinkead a alors repris les commandes de l'avion et a décidé d'interrompre le décollage. 
L'appareil s'est posé à nouveau sur la piste, avec une vitesse de descente de 14 pieds (4 m) par seconde (la limite de conception structurelle du TriStar étant de 6 pieds (2 m) par seconde), après avoir été en vol pendant environ six secondes. Le freinage maximal et les inverseurs de poussée ont été appliqués, mais l'avion n'a pas décéléré comme prévu. 
Lorsqu'il est devenu évident qu'il ne pourrait pas s'arrêter avant de heurter la barrière anti-souffle située à l'extrémité de la piste, le commandant de bord a fait virer l'avion à gauche de la piste vers une zone herbeuse, s'immobilisant à 90 m à gauche de la piste 13R, avant de prendre rapidement feu.
En plus des neuf agents de bord en service, il y avait également cinq autres agents de bord non en fonction qui ont aidé à l'évacuation. Bien que seulement trois des huit portes de sortie aient pu être utilisées, l'évacuation s'est achevée en deux minutes et l'intervention des équipes de sauvetage et de lutte anti-incendie de l'aéroport a été rapide et adéquate.

Site de l'accident
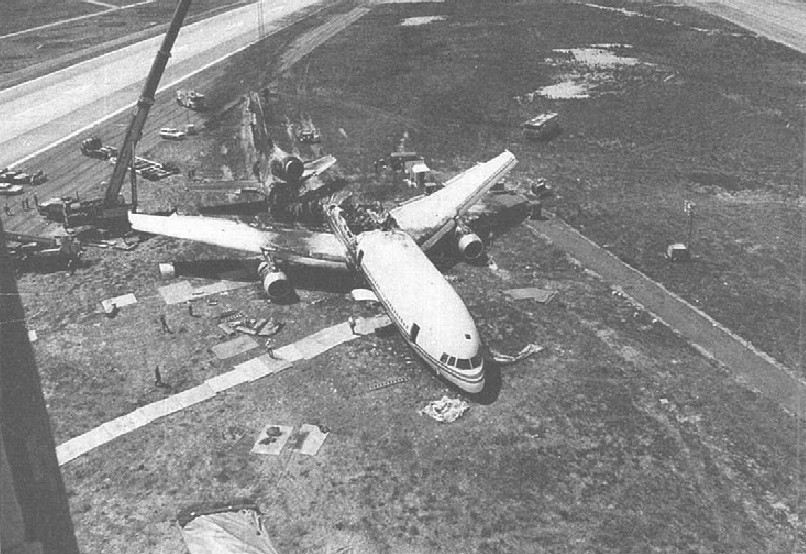
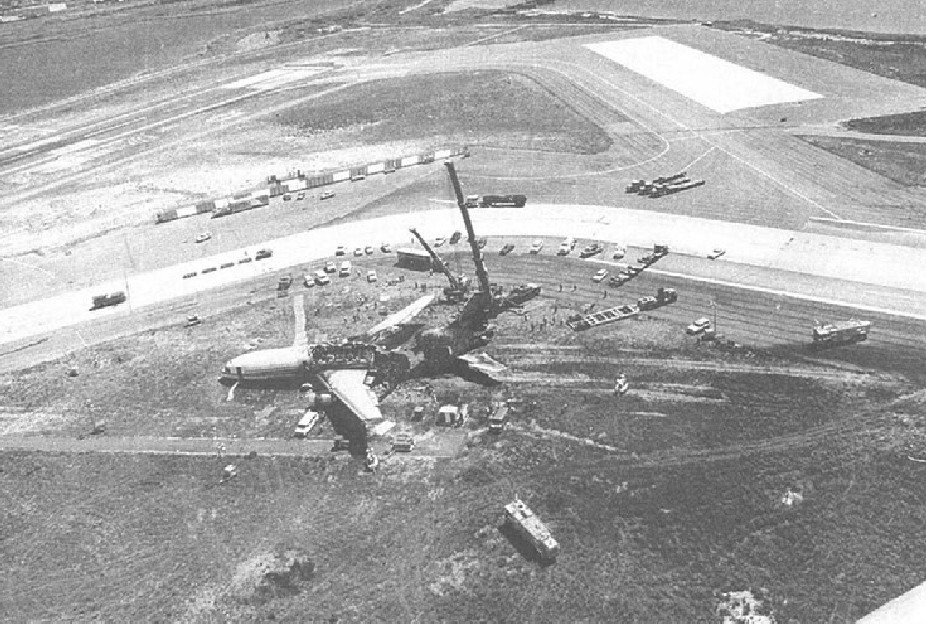

## Enquête
L'enquête, menée par le Conseil national de la sécurité des transports américain (NTSB), a attribué cet accident à une erreur des pilotes et à des problèmes liés à la formation, aux procédures et à la maintenance de la Trans World Airlines. 
Le capteur d'angle d'attaque (AOA) à l'origine de la fausse alarme de décrochage avait été jugé inutilisable à neuf reprises. Il avait subi quelques vérifications, puis avait été remis en réserve et à nouveau installé sur l'appareil accidenté. Il a été constaté qu'il présentait une défaillance intermittente, que l'équipage n'avait donc pas pu détecter lors des différentes procédures effectuées avant le décollage. Selon le rapport, le copilote a passé les commandes au commandant de bord peu après le décollage, à une altitude de 14 pieds, sans l'indiquer clairement, en raison de l'activation erronée du vibreur de manche. 
Le copilote a poussé une exclamation de surprise, puis dit « On va décrocher », puis, deux secondes plus tard, « Vous l'avez ». Le commandant de bord a alors dit « OK » et a ressenti simultanément une sensation de chute libre, peut-être due au relâchement des commandes par le copilote, qui pensait être réellement en décrochage (la procédure standard de sortie d'un décrochage consiste à abaisser le nez de l'avion). Cela a pu confirmer au commandant Kinkead que le TriStar ne montait pas normalement, alors qu'en réalité, il fonctionnait normalement et aurait pu décoller en toute sécurité.
Le décollage n'a pas été correctement interrompu par le copilote, en raison de l'activation erronée du dispositif d'avertissement de décrochage (vibreur de manche), alors qu'en fait l'avion fonctionnait normalement et aurait pu décoller en toute sécurité. L'atterrissage brutal a causé de gros dommages à l'aile droite, déversant du carburant qui a ensuite été ingéré dans les moteurs, ce qui a déclenché l'incendie.
Le NTSB a également constaté que, parmi les facteurs contributifs, figuraient le fait que la compagnie aérienne n'exigeait pas de briefing préalable des équipages précisant les responsabilités de chaque membre à chaque étape du décollage (cela fait partie, à l'heure actuelle, des procédures opérationnelles standards (SOP)), et que les techniques d'échange des rôles n'étaient pas clairement définies. Il a donc noté que cette procédure, qui permet aux équipages de lancer le décollage sans effectuer de briefing préalable, ne les prépare pas suffisamment à une coordination en cas d'éventuelles circonstances anormales pendant le décollage.
Le NTSB a félicité le commandant Kinkead pour avoir arrêté l'avion en toute sécurité, le reste de l'équipage (y compris les agents de bord en congé) pour avoir évacué l'ensemble des passagers en toute sécurité, et les services de sauvetage et de lutte contre les incendies de l'aéroport pour avoir répondu de manière opportune et adéquate. 
Dans le même temps, le NTSB a également critiqué les pilotes pour avoir décidé d'interrompre le décollage après avoir atteint la vitesse V1 et leur réponse à l'activation du vibreur de manche, toutes deux inappropriées. Il a également reproché des défauts de conception dans le système d'avertissement de décrochage, qui ont permis à un défaut de passer inaperçu aux yeux des pilotes, ainsi qu'une défaillance dans la gestion de maintenance de la compagnie aérienne.